# Linha 2 do Metrô de Salvador
A linha 2 do Metrô de Salvador, oficialmente Corredor Metroviário da Avenida Paralela, é uma das linhas do Metrô de Salvador e fará o trajeto Acesso Norte ↔ Lauro de Freitas, percorrendo em sua maior parte o canteiro central da Avenida Luís Viana (a Avenida Paralela), até chegar à Estrada do Coco (BA-099 ou Linha Verde), passando antes pela Avenida Caribé,  na outra ponta, começa pela Avenida Antônio Carlos Magalhães. A linha encontra-se concluída e seu primeiro trecho, tendo a operação comercial iniciada em dezembro de 2016. A extensão em direção a região central de Lauro de Freitas depende da demanda presente na Estação Aeroporto.

## História
Com o início e a primeira licitação referente à Linha 1 do Metrô de Salvador, logo iniciaram discussões sobre a segunda linha do sistema. O projeto metroviário da Prefeitura, anterior à construção da via expressa portuária, contemplava duas linhas metroviárias com integração aos trens urbanos, compartilhando a Estação Ferroviária da Calçada, por meio da Linha 2. Essa linha tinha a seguinte configuração: as estações de Água de Meninos, Dois Leões, Acesso Norte (local de integração com a linha 1) e Rodoviária seriam construídas na segunda etapa, o trecho até a estação no Imbuí seria a terceira etapa e a última etapa prolongaria a linha 2 com as estações do CAB e de Mussurunga. Ainda mantendo a integração direta entre os dois sistemas ferroviários urbanos soteropolitanos, o Plano Diretor de Desenvolvimento Urbano (PDDU) estabelecido pela lei n.º 7400 de 2008 pensou os corredores de transporte na cidade com algumas diferenças. Essas encontram-se na troca da estação CAB pelas estações Pinto de Aguiar e Flamboyants, a integração com o trem suburbano (a ser substituído pelo veículo leve sobre trilhos, VLT) mudada para a estação dos Fuzileiros, antecessora da Dois Leões, além de projeções de possíveis futuras estações no Centro Histórico de Salvador (Pelourinho, Sé e Piedade) e Clínicas.
A despeito desses planejamentos governamentais, a segunda linha na Avenida Paralela foi alvos de vários questionamentos. A começar pela demanda, os dados para esse percurso divergiram quanto às suas fontes, numa disputa entre a Secretaria de Desenvolvimento Urbano do Estado (SEDUR) e a Secretaria Municipal de Transporte (SETIN). A construção da linha ainda foi atribuída a interesses imobiliários, cujo setor construiu vários empreendimentos no entorno da Avenida, e aos relativos à Copa do Mundo FIFA de 2014 por ligar a Fonte Nova (local das partidas) ao Aeroporto Internacional de Salvador. O grupo de pressão formado pelos empresários de ônibus antagonizaram a construção do modal metroviário, que chegou a ser substituído por um sistema de trânsito rápido de ônibus (BRT) com investimentos reservados no Programa de Aceleração do Crescimento (PAC) e incluído na Matriz de Responsabilidades da Copa em 13 de janeiro de 2010. No entanto, após o Procedimento de Manifestação de Interesse (PMI) realizado em no início de 2011, foi descartado o BRT na Paralela (foi restringido à alimentação do metrô por vias transversais), retirado da matriz na revisão realizada em novembro de 2013 e a opção final pelos trilhos foi definida. Assim como manifestações requeriam o metrô em Cajazeiras na linha 1, havia as favoráveis pelo metrô em Portão, bairro de Lauro de Freitas, na altura do quilômetro 3,5 da Estrada do Coco, próximo à segunda ponte sobre o rio Ipitanga.

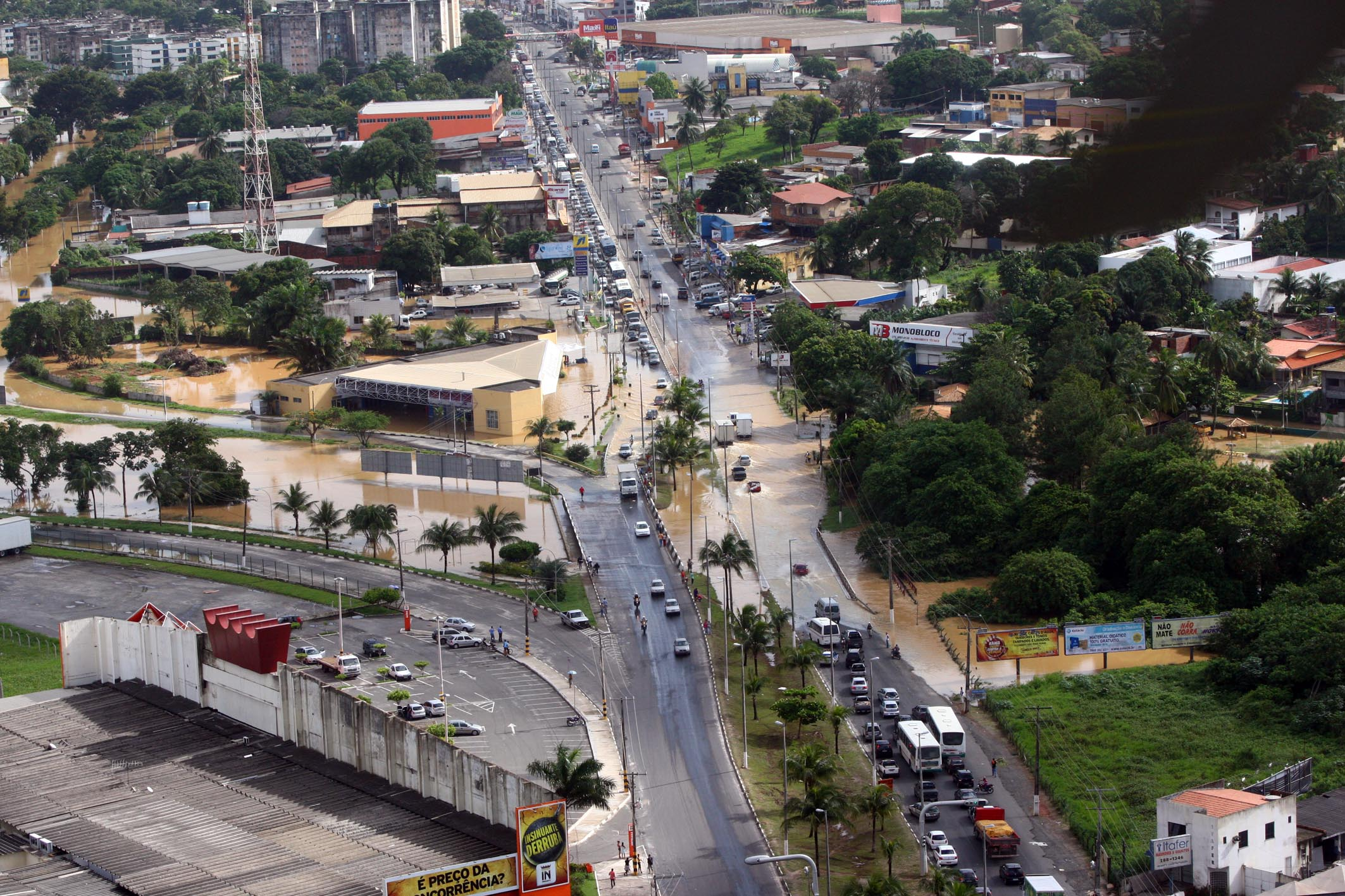
Trecho da BA-099, em frente à loja da Insinuante, onde está prevista a implantação da Estação Lauro de Freitas (imagem de quando da enchente de abril de 2010).

Ao lado desse processo, as dificuldades e paralisações da Linha 1 permaneciam, até quando o sistema inteiro foi passado do Município de Salvador ao Estado da Bahia e nova licitação foi aberta em 2013. A conclusão da linha 1 foi determinada pelo edital, bem como a construção da Linha 2 e a operação do sistema inteiro. A integração entre as linhas passou a ser prevista na Estação Bonocô e a extensão até o município vizinho de Lauro de Freitas foi abrangida. Entretanto, esse trecho para além da Estação Aeroporto, isto é, o prolongamento para a Estação Lauro de Freitas teve construção condicionada à superação da média de 6 000 passageiros/hora-pico em seis meses na Estação Aeroporto. Foram definidos também terminais de integração de passageiros metrô-ônibus: Mussurunga (já existente), Aeroporto, Bonocô, Pituaçu, Rodoviária Norte e Rodoviária Sul (a serem construídos), e Lauro de Freitas no caso da consecução do tramo de expansão. A Estação de Transbordo do Iguatemi dará lugar à estação metroviária Rodoviária e a estação Rodoviária Urbana, localizada junto ao Terminal Rodoviário de Salvador, será transformada no terminal Rodoviária Norte.
A CCR alterou o ponto de conexão entre as linhas, da Bonocô, como estava do edital, para a Acesso Norte, como constava antes em um dos projetos do Procedimento de Manifestação de Interesse (PMI) da Mobilidade Urbana de Salvador e Lauro de Freitas.
A licença para o começo as obras da linha foi concedida, em fim de janeiro de 2015, por meio da Portaria n.º 049/2015 da Superintendência de Trânsito do Salvador (Transalvador), divididas em cinco etapas para o período de 31 de janeiro a 31 de maio de 2015. Autorização das obras foi feita com a assinatura da ordem de serviço na semana seguinte, já em fevereiro, em evento de inauguração dos bicicletários das estações Acesso Norte e Retiro.

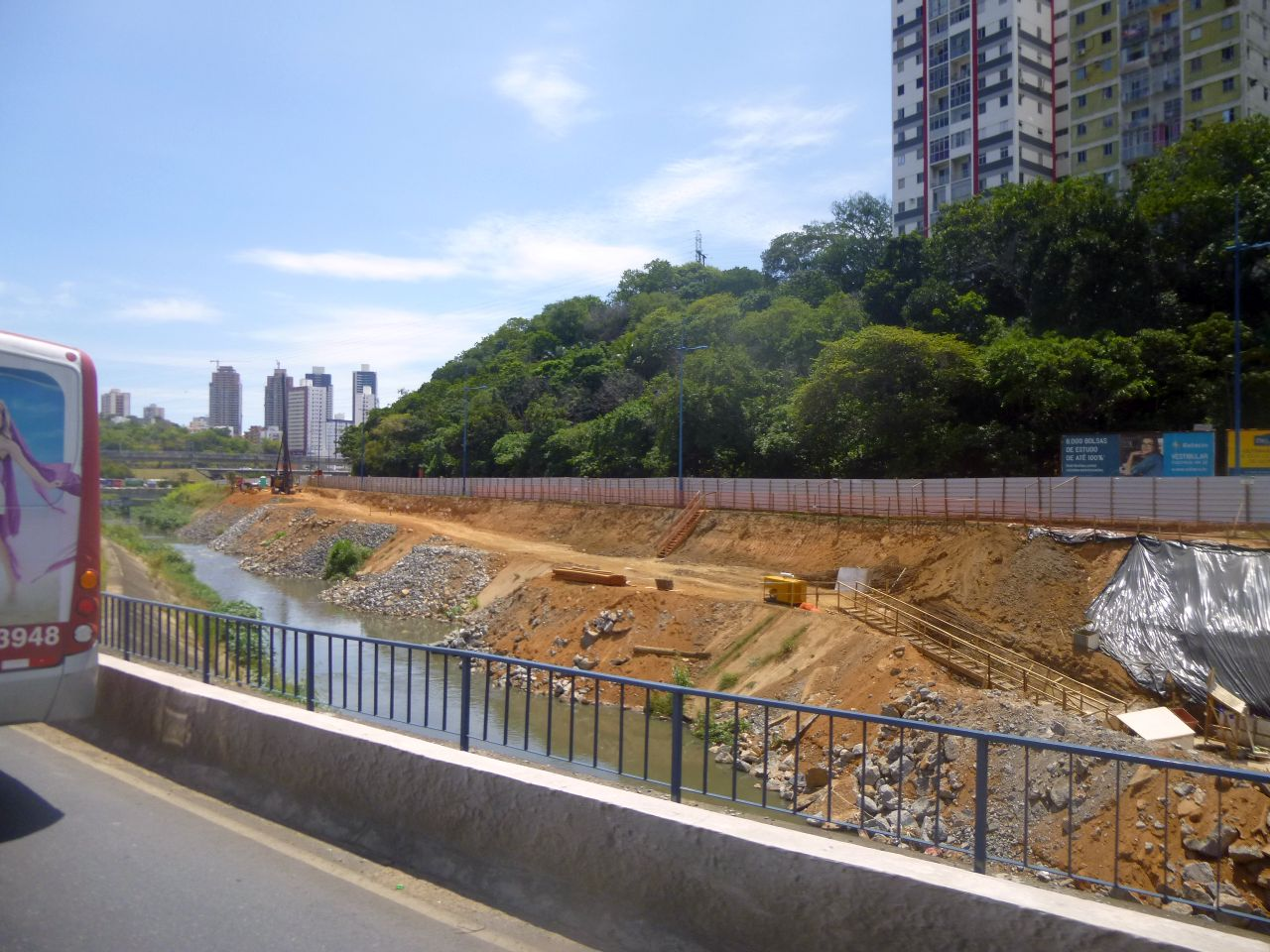
Trecho entre as estações Acesso Norte e Detran, à beira do Rio Camarajipe, em obras em abril de 2015.

No aniversário de um ano de funcionamento do SMSL, a ordem de serviço para a execução das obras na Avenida Paralela foi assinada em ato na sede da Procuradoria-Geral do Estado, no Centro Administrativo da Bahia (CAB), pelo governador estadual. Na mesma cerimônia o prefeito entregou os doze alvarás necessários para iniciar a construção do trecho. Os alvarás foram dados após negociações, que ao fim implicaram a construção de dois viadutos na avenida Paralela e de um retorno em desnível na avenida Carybé e o alargamento do início da Paralela no sentido aeroporto. Fora isso, foi explicitado o projeto paisagístico para o canteiro central da avenida, segundo o qual projetou-se 15 quilômetros de ciclovia do Imbuí ao aeroporto, pistas de caminhada, dez novas passarelas, preservação das lagoas e da vegetação.
Durante as obras, por duas vezes (junho e julho de 2016) as placas metálicas de cercamento da área de obras se desprenderam. Na segunda vez, provocou acidente não letal com motociclista, o que levou ao embargo da pequena área do acidente pela Prefeitura. Também no mês de julho, foi concluído o processo relativo à saída do Posto Taquipe, mais conhecido como Posto 3. Este foi o último dos três postos de combustível a abandonar o canteiro central da Avenida Paralela, fora do prazo estabelecido e mediante ação judicial. O Posto 1 desativou-se em maio de 2013 (dentro do prazo), o Posto 2 em setembro de 2015 (um mês após o prazo estabelecido) e o Posto 3 teve o prazo de dezembro de 2014 prorrogado para junho de 2015, mas permaneceu em funcionamento liminarmente até a decisão de desembargador do Tribunal de Justiça do Estado da Bahia (TJBA) em 11 de julho. A demora da retirada do Posto 3 ameaçou o cronograma das obras da Linha 2 por ser necessária a descontaminação do solo e emissão de relatórios de diagnóstico, com tempo estimado em pelo menos 90 dias.
Os primeiros testes com veículos na via permanente da Linha 2 ocorreram na tarde do dia 28 de julho entre as estações Acesso Norte e Detran, 17 meses após o início das obras (em fevereiro de 2015). Em setembro, o governador confirmou que a operação comercial da Linha 2 teria início em dezembro de 2016 no trecho Acesso Norte–Rodoviária. Na manhã de 29 de setembro, os testes se estenderam da estação Detran até a estação Rodoviária pela primeira vez.

## Estações
A tabela abaixo mostra as estações e os prazos indicados pelo contrato com a CCR Metrô Bahia, mas não incluem os aditivos que modificaram os prazos. A linha dois está dividida em dois trechos: o tramo 1, do Acesso Norte ao Aeroporto, e o tramo 2, do Aeroporto a Lauro de Freitas. Os projetos futuros de intermodalidade estão abaixo apresentados entre parêntesis
| Estação           | Integração | Acessibilidade | Serviços  | Plataformas | Posição     | Bairro                              | Situação atual  |
| Estação           | Arredores | Arredores      | Arredores | Arredores   | Arredores   | Arredores                           | Arredores       |
| ----------------- | --- | -------------- | --------- | ----------- | ----------- | ----------------------------------- | --------------- |
| Acesso Norte      | Linha 1 do Metrô de Salvador Terminal urbano de ônibus |                |           | Laterais    | Superficial | Retiro                              | Inaugurada      |
| Acesso Norte      | Shopping Bela Vista Salvador |                |           |             |             |                                     |                 |
| Detran            | () |                |           | Laterais    | Elevada     | Pernambués                          | Inaugurada      |
| Detran            | DETRAN-BA, Estádio Santiago de Compostela, Hiper GBarbosa Iguatemi |                |           |             |             |                                     |                 |
| Rodoviária        | Rodoviária Norte ( Rodoviária Sul) ( BRT Lapa-Iguatemi) () |                |           | Laterais    | Superficial | Caminho das Árvores                 | Inaugurada      |
| Rodoviária        | Terminal Rodoviário de Salvador, Shopping da Bahia, Avenida Tancredo Neves. |                |           |             |             |                                     |                 |
| Pernambués        | () |                |           | Central     | Superficial | Pernambués / Stiep                  | Inaugurada      |
| Pernambués        | Salvador Shopping, SARAH Salvador, Makro Salvador (Iguatemi), Mundo Plaza Empresarial e Residencial, Avenida Tancredo Neves. |                |           |             |             |                                     |                 |
| Imbuí             | () |                |           | Laterais    | Superficial | Imbuí / Narandiba                   | Inaugurada      |
| Imbuí             | Caboatã Shopping, Shopping Imbuí Plaza, Praça do Imbuí, 19º Batalhão de Caçadores, sede da Novonor, Extra Hiper Paralela, Ministério Público Federal na Bahia, Regional de Salvador do SERPRO, Desenbahia, Procuradoria da União e Procuradoria Federal no Estado da Bahia, Avenida Jorge Amado. |                |           |             |             |                                     |                 |
| CAB               | () |                |           | Central     | Superficial | CAB / Pituaçu                       | Inaugurada      |
| CAB               | Centro Administrativo da Bahia, ÁREA1, Campus Paralela da FRB, Campus Paralela da UNIFACS, Bahia Café Hall, Parque Metropolitano de Pituaçu, TRE-BA. |                |           |             |             |                                     |                 |
| Pituaçu           | ( Corredor Transversal I) ( Terminal urbano de ônibus) () |                |           | Laterais    | Superficial | Pituaçu / São Rafael                | Inaugurada      |
| Pituaçu           | Centro Administrativo da Bahia, Escritório em Salvador da Chesf, Complexo Esportivo de Pituaçu, Companhia Baiana de Pesquisa Mineral, Campus de Pituaçu da UCSal, Avenida Pinto de Aguiar, Avenida Gal Costa, Avenida São Rafael.                                                                |                |           |             |             |                                     |                 |
| Flamboyant        | () |                |           | Central     | Superficial | Canabrava / Patamares               | Inaugurada      |
| Flamboyant        | Instituto Anísio Teixeira, Campus Paralela da UniJorge. |                |           |             |             |                                     |                 |
| Tamburugy         | () |                |           | Central     | Superficial | Trobogy / Patamares / Piatã         | Inaugurada      |
| Tamburugy         | Shopping Paralela, Campus Paralela da UNIME, FTC Salvador, Avenida Tamburugy. |                |           |             |             |                                     |                 |
| Bairro da Paz     | ( Corredor Transversal II) () |                |           | Laterais    | Superficial | Bairro da Paz / Mussurunga          | Inaugurada      |
| Bairro da Paz     | Wet 'n Wild Salvador, Parque Tecnológico da Bahia. |                |           |             |             |                                     |                 |
| Mussurunga        | Estação Mussurunga () |                |           | Laterais    | Superficial | Mussurunga / São Cristóvão / Itapuã | Inaugurada      |
| Mussurunga        | Parque de Exposições de Salvador. |                |           |             |             |                                     |                 |
| Estação Aeroporto | Aeroporto Internacional de Salvador (acesso por ônibus gratuito) Terminal urbano de ônibus () |                |           | Laterais    | Superficial | Aeroporto                           | Inaugurada      |
| Estação Aeroporto | Aeroporto Internacional de Salvador, Base Aérea de Salvador, Salvador Norte Shopping, Hospital Aeroporto, Estrada do Coco. |                |           |             |             |                                     |                 |
| Lauro de Freitas  | ( Terminal urbano de ônibus) () |                |           |             |             | Centro de Lauro de Freitas          | Extensão futura |
| Lauro de Freitas  | Campus Lauro de Freitas da UNIME, SENAI CETIND, Estrada do Coco. |                |           |             |             |                                     |                 |